# 헤르민 스터러

헤르민 스터러(Hermine Sterler, 1894년 3월 20일 ~ 1982년 5월 25일)는 독일의 배우, 연극 배우, 영화배우이다.
슈투트가르트에서 사망하였다.

## 영화
- 데어스 올웨이즈 터마로우 (1956년)
- 백만장자와 결혼하는 법 (1953년)
- 미지의 여인에게서 온 편지 (1948년)
- 골든 이어링 (1947년)
- 레일로디드 (1947년)
- 킹스 로우 (1942년)
- 작은 엄마 (1935년)
- 미완성 교향곡 (1934년)
- 메리 (1930년)